# مشاري الدرجم
مشاري الدرجم (مواليد 12 سبتمبر 1994) هو لاعب كرة قدم سعودي يلعب في نادي التضامن.

## مسيرة اللاعب
لعب سابقاً في نادي الرياض ونادي المجزل ونادي الثقبة ونادي التضامن.